# Actinote flavifascia
Actinote flavifascia är en fjärilsart som beskrevs av Jordan 1913. Actinote flavifascia ingår i släktet Actinote och familjen praktfjärilar. Inga underarter finns listade i Catalogue of Life.